# Uroi, Hunedoara
Uroi este un sat ce aparține orașului Simeria din județul Hunedoara, Transilvania, România.

## Istoric
Prima atestare documentară este din anul 1332 cu denumirea Sacerdos de Anvi.

## Lăcașuri de cult

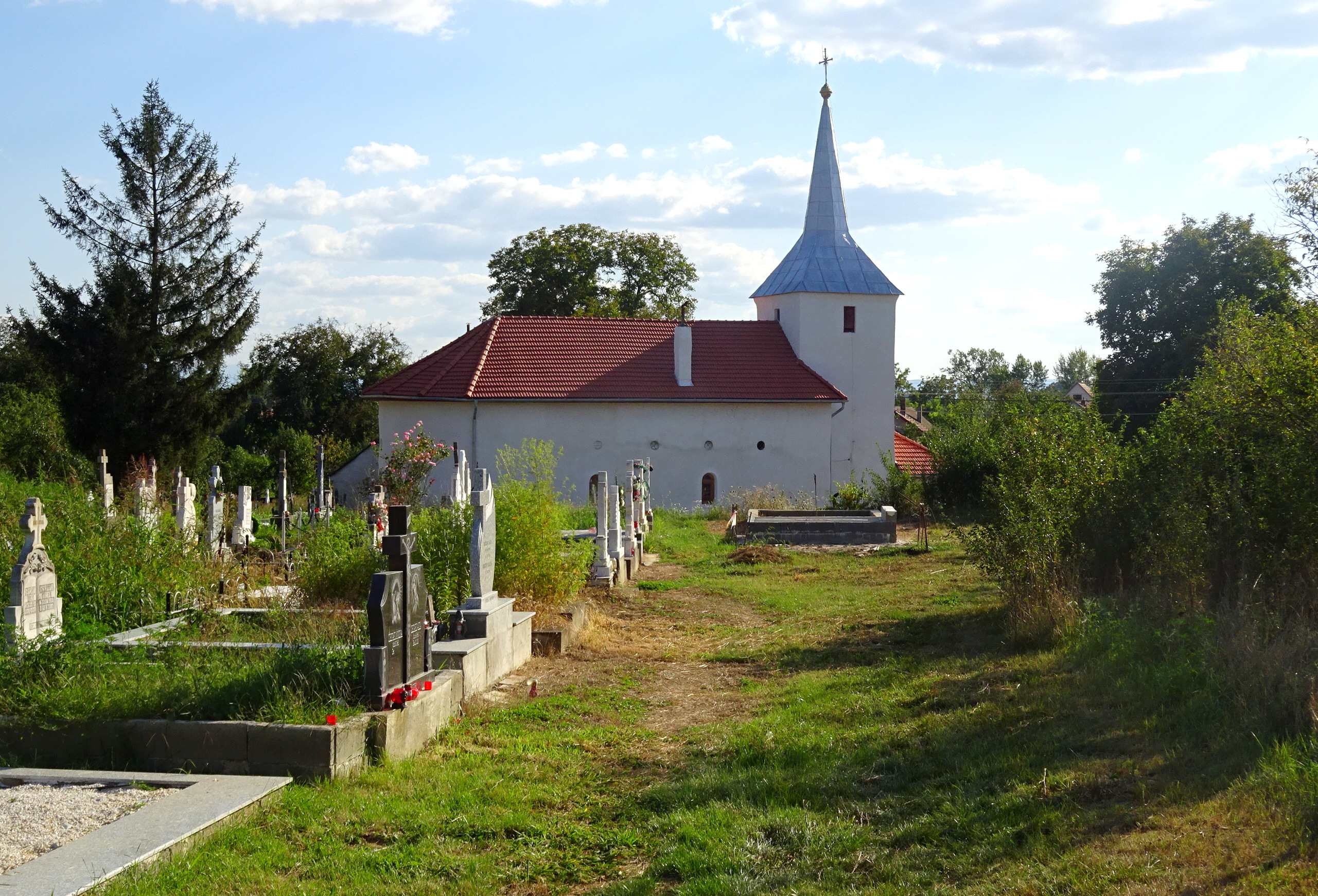
Biserica Adormirea Maicii Domnului din Uroi

Situat dincolo de Mureș, satul Uroi adăpostește o biserică de mari dimensiuni, închinată praznicului „Adormirii Maicii Domnului”, construită în anul 1875, în timpul păstoririi preotului Iosif Căliman. Este un edificiu de plan dreptunghiular, cu absida heptagonală, nedecroșată. Înălțimea pereților navei și ai altarului este comparabilă cu cea a turnului-clopotniță apusean, prevăzut cu o fleșă zveltă, învelită în tablă; în rest, s-a folosit țigla. În dreptul celor două intrări, de pe laturile de sud și de vest, au fost adosate pridvoare deschise de zid. Consolidată în anii 1937, 1967-1968, 1986 și 2001-2003, biserica a fost pictată întâia oară în 1976, decor iconografic reînnoit apoi, în perioada 2006 2007, de Camelia Cibian și Antonie Susan din Deva; sfințiri ale lăcașului s-au făcut în 1986 și 2008.
Conscripțiile anilor 1733, 1750, 1761-1762, 1805 și 1829-1831 atestă o înaintașă a sa; la aceeași ctitorie pare să facă trimitere și copia anonimă a planului topografic al lui Gerard Mercator din 1595. Doar harta iosefină a Transilvaniei (1769-1773) o omite.

## Imagini

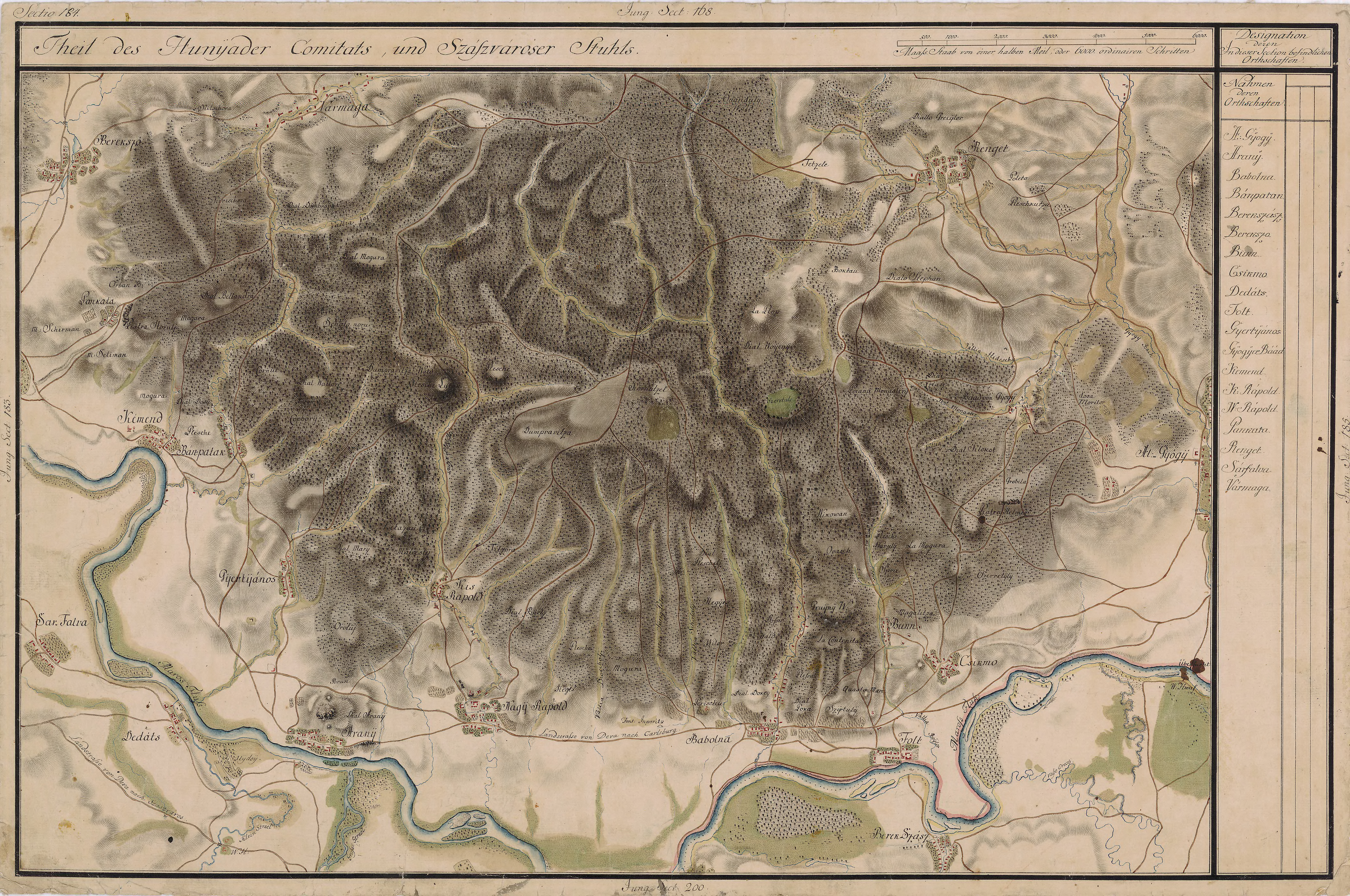
Uroi pe Harta Iosefină a Transilvaniei, 1769-1773
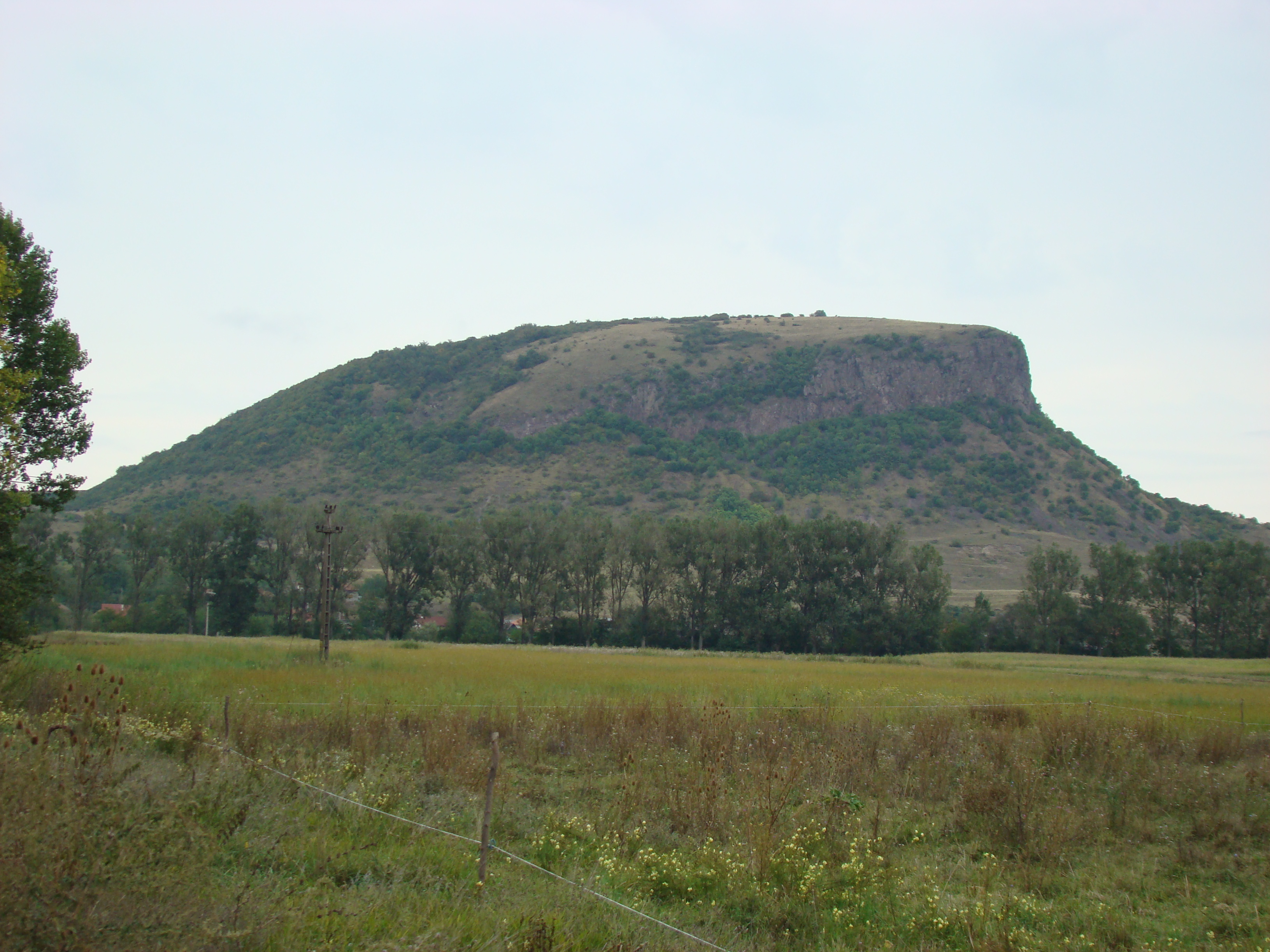
Măgura Uroiului, văzută dinspre Chimindia
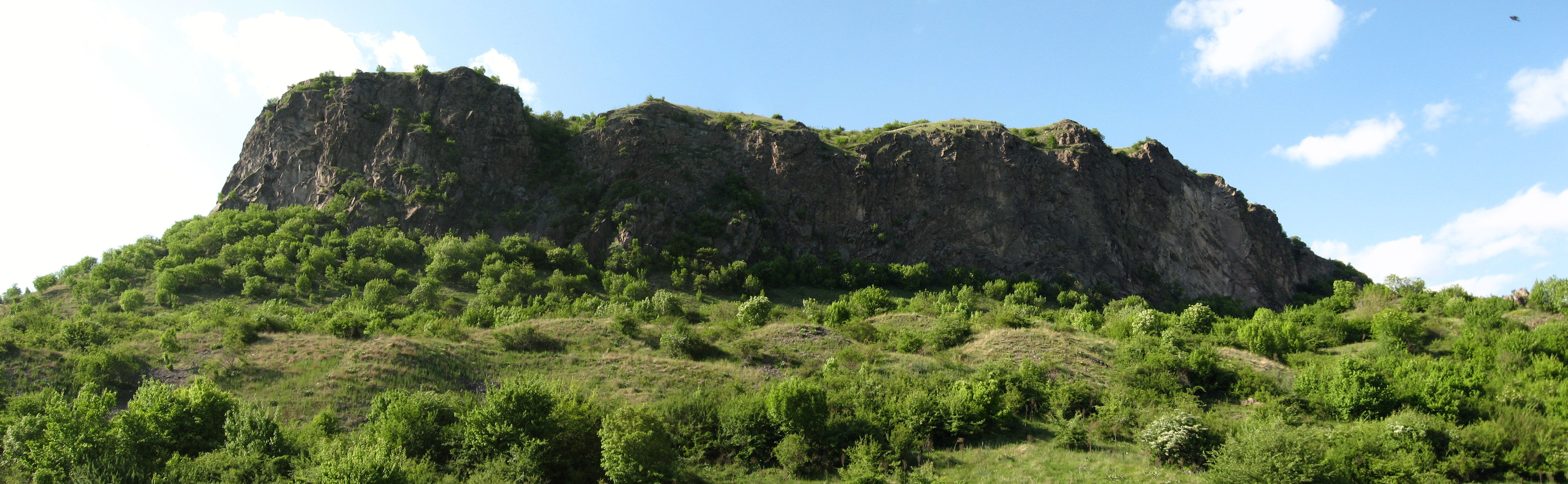
Măgura Uroiului, văzută dinspre SE
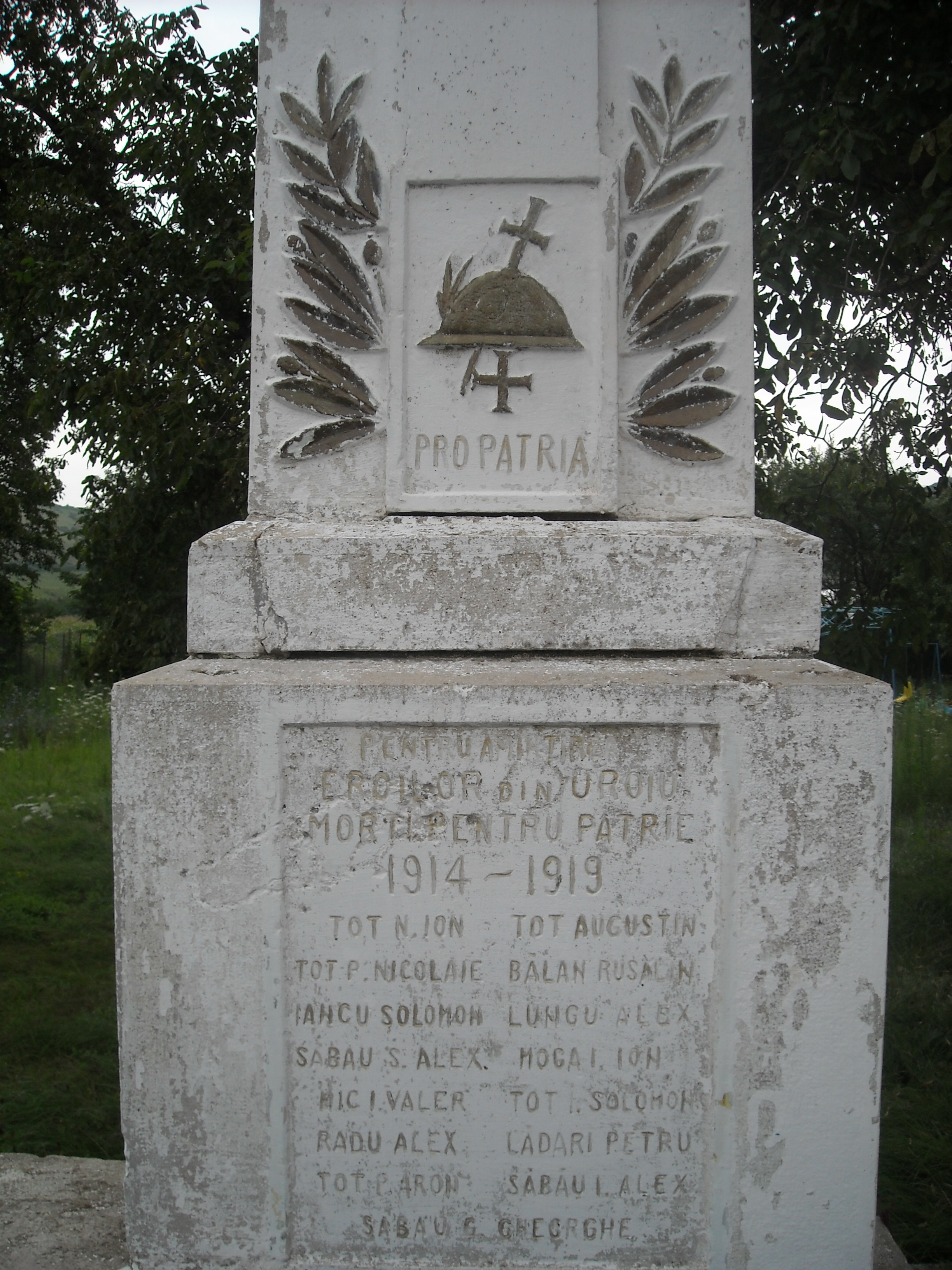
Monumentul eroilor
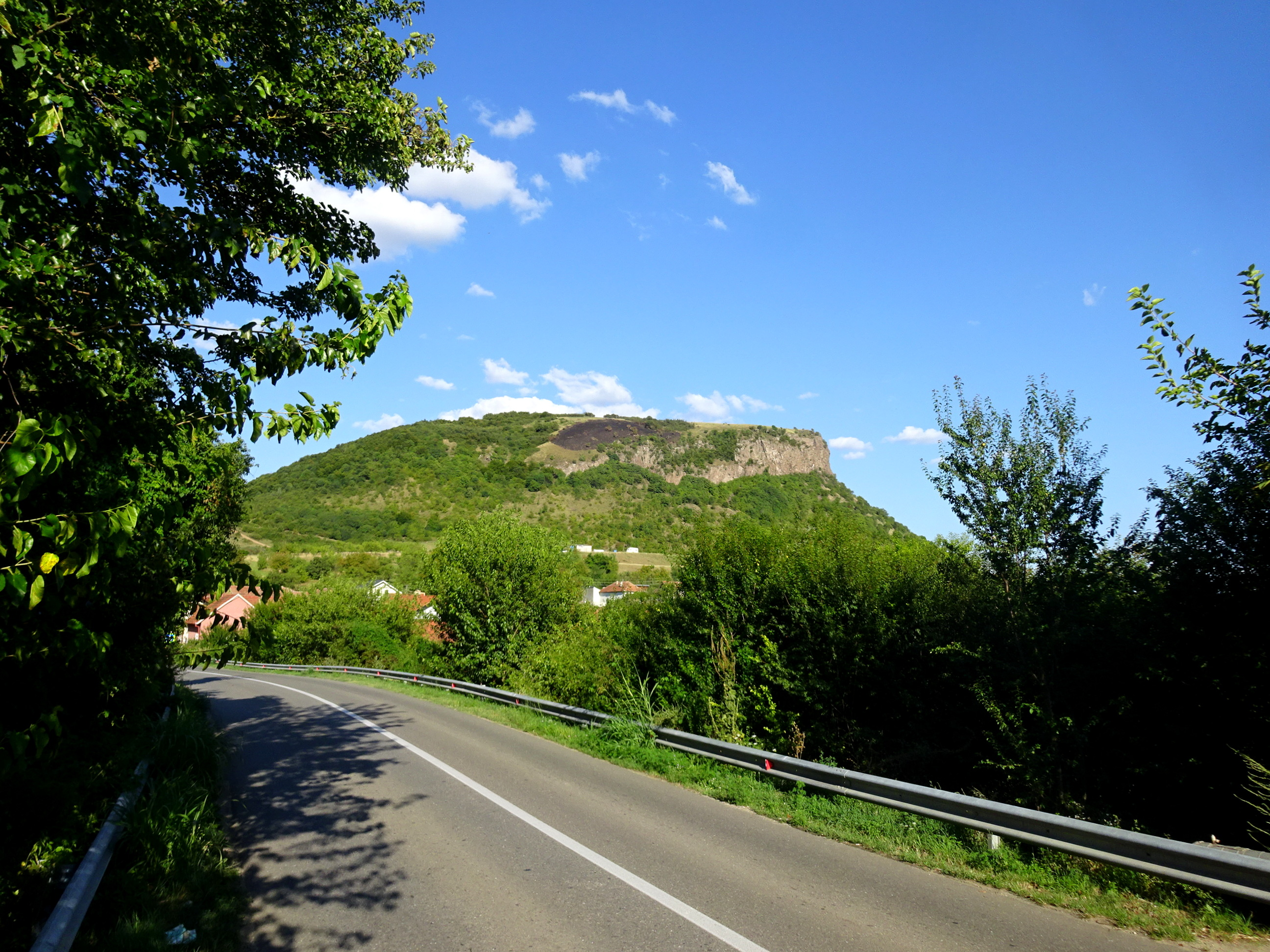
Măgura Uroiului, văzută dinspre Mureș
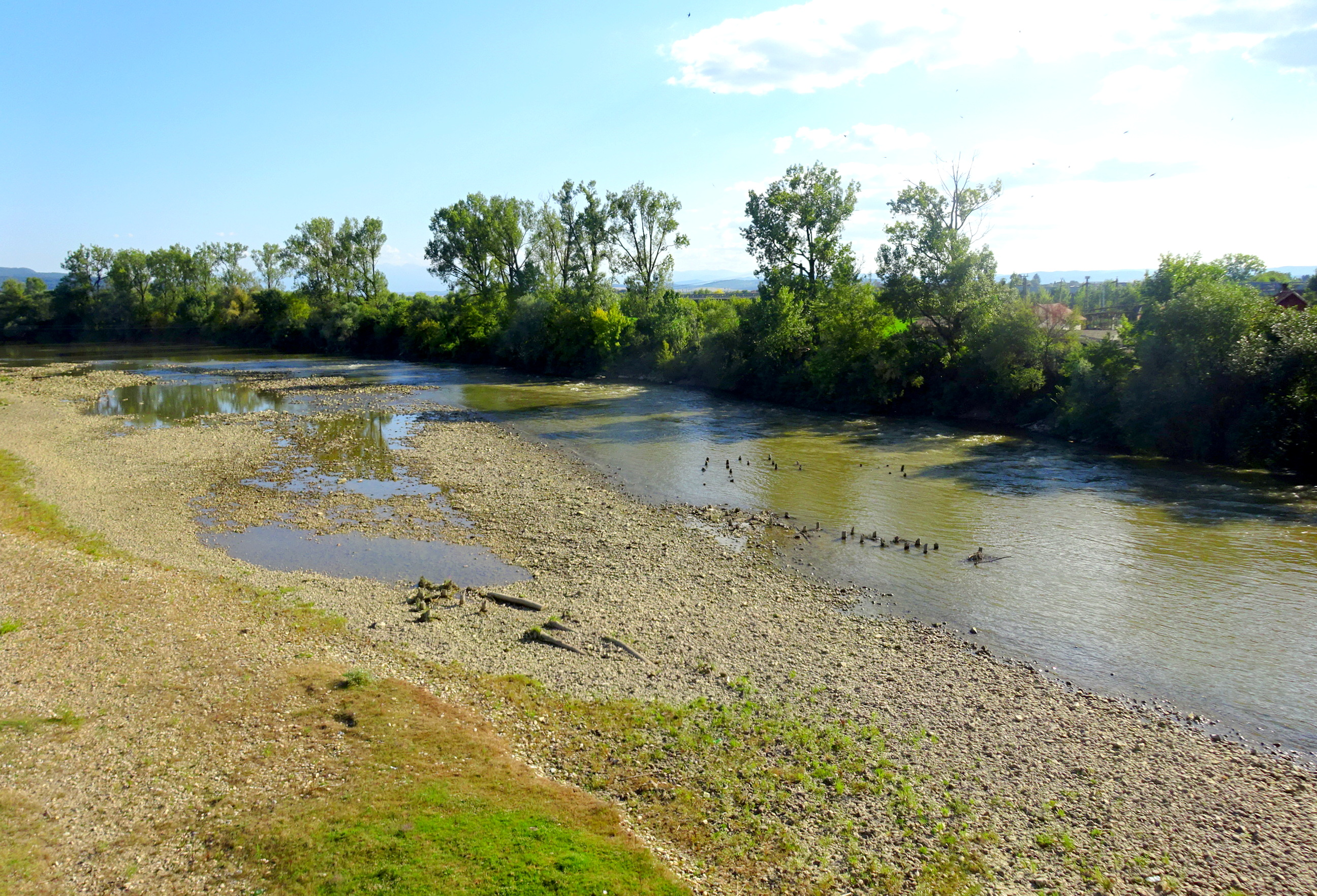
Râul Mureș în dreptul satului Uroi
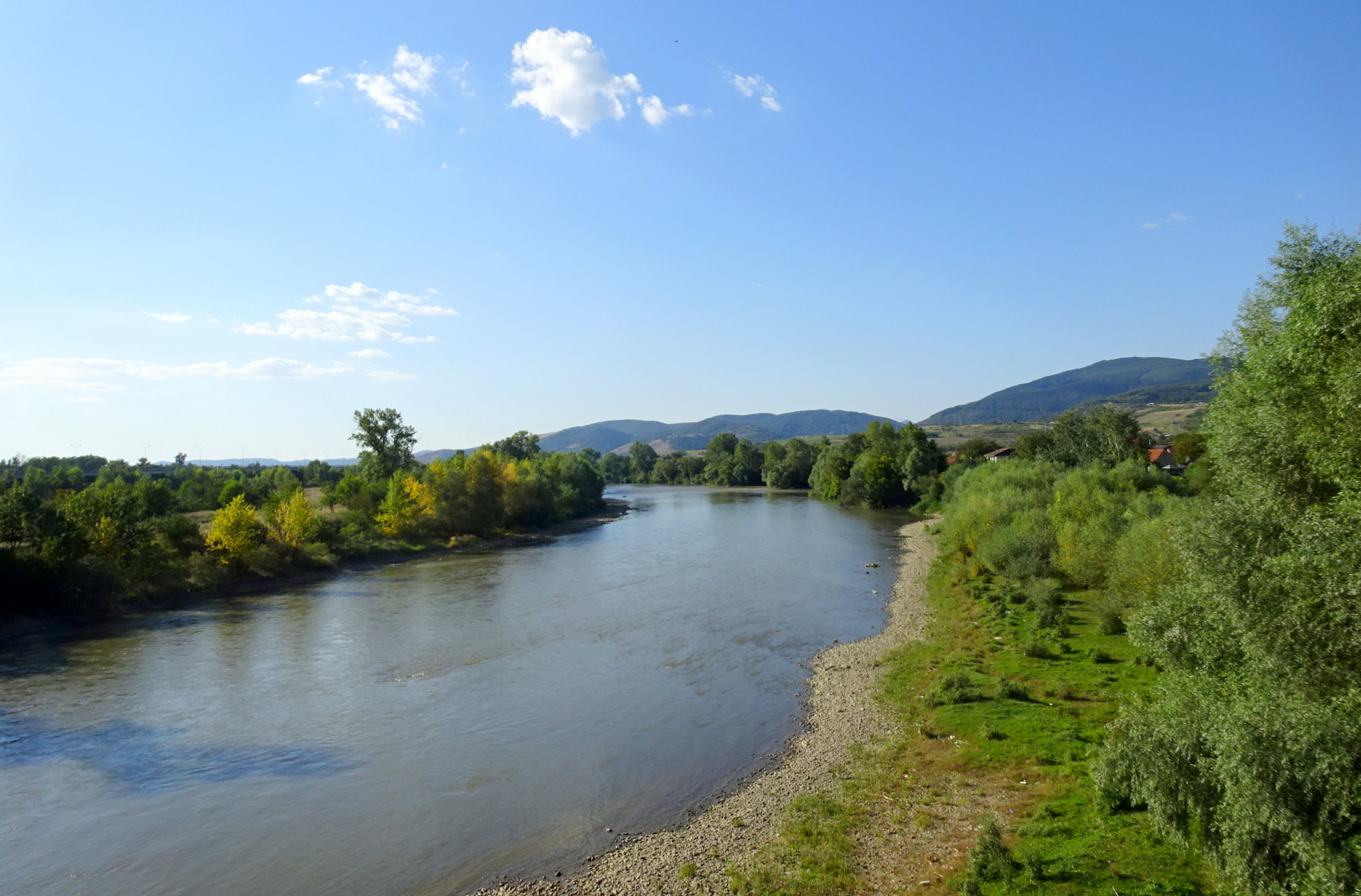
Râul Mureș în dreptul satului Uroi
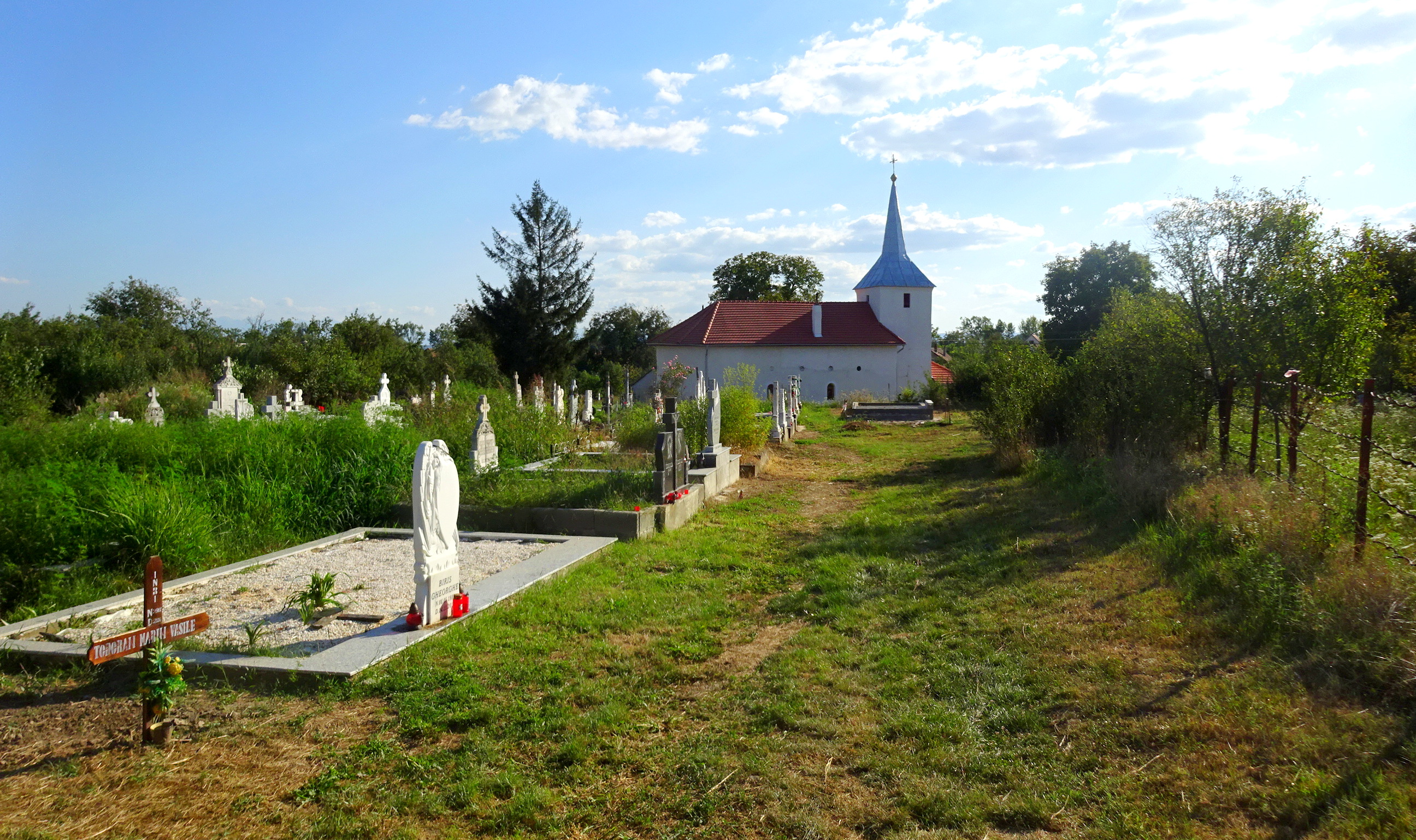
Biserica Adormirea Maicii Domnului din Uroi (1875)
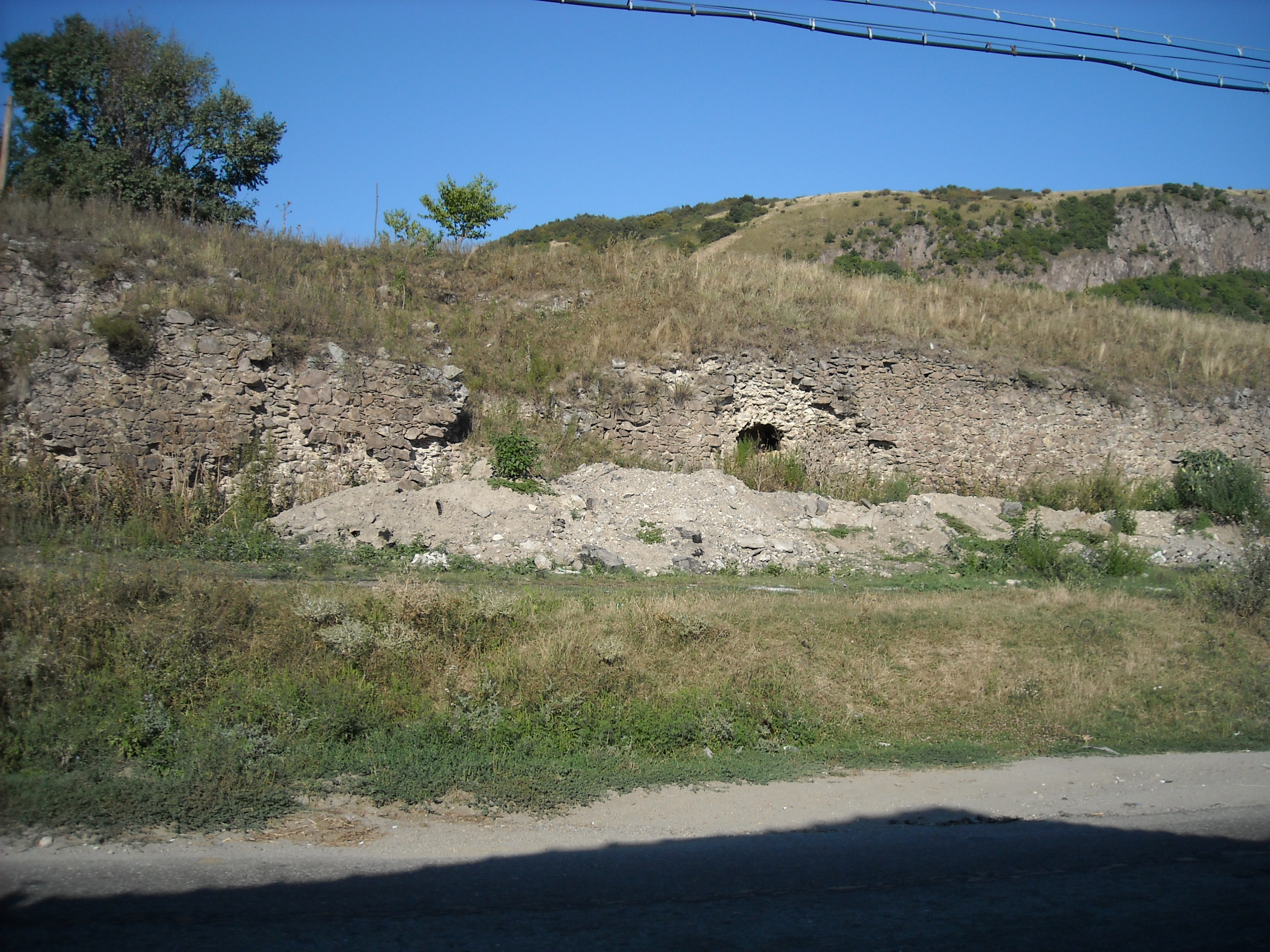
Ruinele castelului medieval
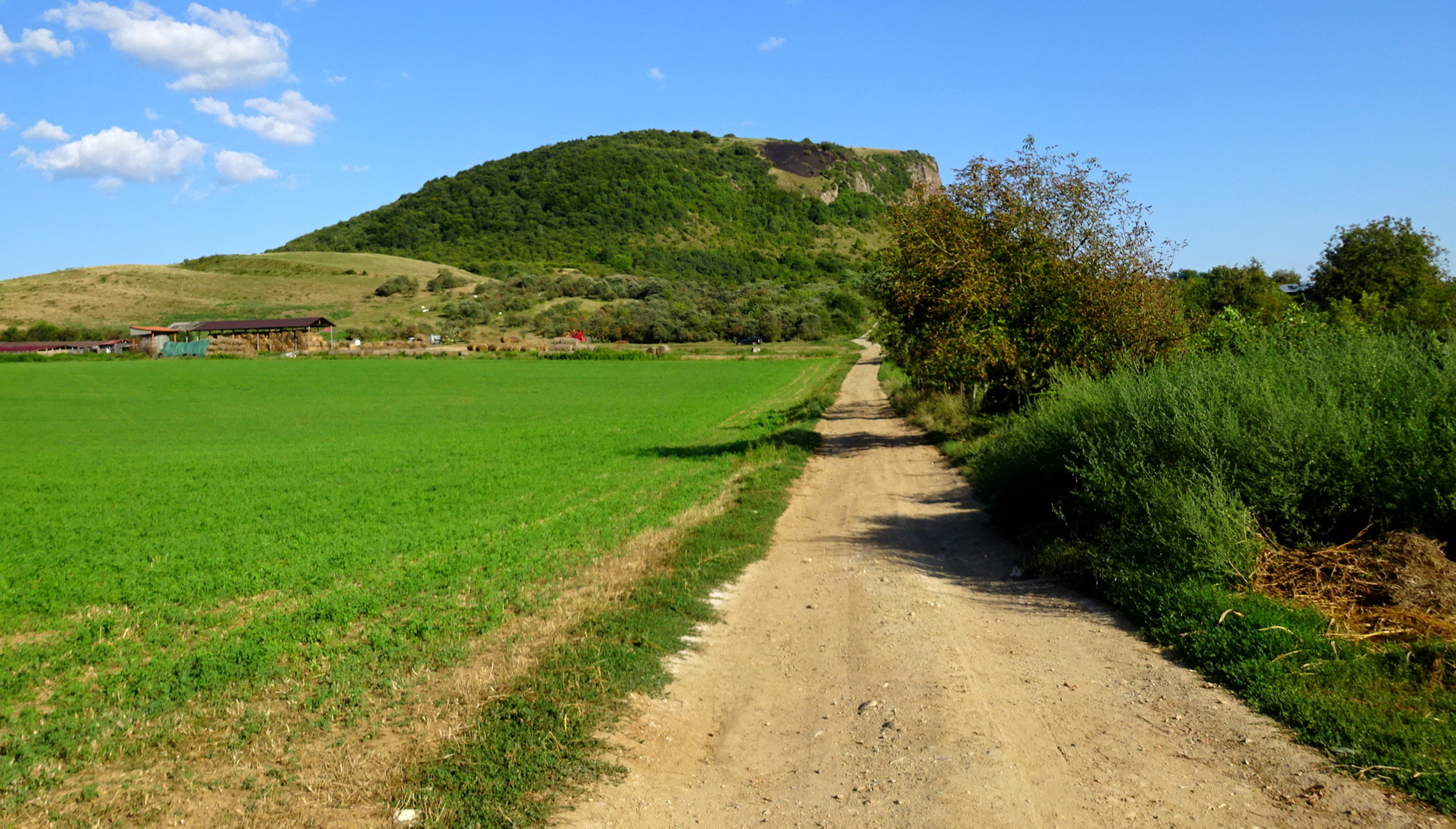